# Geradine Wilhelmine Christine Harthoorn
Geradine Wilhelmine Christine Harthoorn (* 21. Dezember 1913 in Pandang, Celebes; † 8. November 2000 in London; Pseudonym: Géryke Young) war eine Verfasserin von mehreren Büchern. Sie war die Ehefrau von  George Kennedy Young, einem führenden Mitglied des britischen Auslandsgeheimdienstes MI6.

## Leben
Geradine Wilhelmine Christine Harthoorn, genannt Géryke Harthoorn, wurde am 21. Dezember 1913 in Pandang, Celebes, in der damaligen Kolonie Niederländisch-Indien geboren (heute Makasar, Sulawesi, Indonesien). Ihre Eltern waren Martin August Gustav Harthoorn; * 18. Juni 1884 in Meester-Cornelis in Batavia; † 17. Juni 1969 in Driebergen, Niederlande und Gerardina Willemina Christina Brunsveld van Hulten, * 10. Dezember 1872 in Batavia, † 19. April 1943 in Djember.
Im Zuge des Zweiten Weltkrieges kam sie in die Niederlande. Auf einer Studienreise lernte sie in Schottland George Kennedy Young, damals noch Journalist, kennen und heiratete ihn. Ihr Mann begann im Zweiten Weltkrieg eine Karriere in der Spionageabwehr, anschließend im britischen Auslandsgeheimdienst SIS bzw. MI6. Die Ehe blieb kinderlos.
G. Harthoorn verfasste mehrere Bücher in englischer Sprache, in denen sie die Lebensweisen in Südostasien denen in der westlichen Welt gegenüberstellte. Hierbei flossen ihre Erfahrungen aus Niederländisch-Indien ein.

## Werke
- Young, Géryke, Race and Civilization, Two Worlds Not One, ad hoc publications, London, 1969
- Young, Géryke, Cross-purposes: Intrinsic versus extrinsic energy, 3 Volumes, ad hoc publications, 1990–1991
- Young, Géryke, Cross-purposes: East and West, Vol. 1: At opposite Ends, ad hoc publications, 1. December 1990
- Young, Géryke, Cross-purposes: East and West, Vol. 2: A new Perspective, ad hoc publications, 1. December 1990
- Young, Géryke, Cross-purposes: East and West, Vol. 3: Whose Destruction?, ad hoc publications, 1. October 1990